# Символи комуністичного руху
Символи комуністичного руху — знаки, тексти, що сформувалися історично, в лаконічній формі виражають суть комунізму. Використовуються комуністичними партіями та рухами.

## Червона зірка

Вперше червона зірка у Радянській Росії виникла як військова емблема у 1918 році, з метою відрізняти солдатів Червоної армії від солдатів інших армій та дезертирів з фронтів Першої світової війни. 19 квітня 1918 року у газеті Правда з'явилася стаття про затвердження зірки як нагрудного знаку для червоноармійців. Червона (марсова) зірка символізувала революційну боротьбу трудящих за визволення від голоду, війни та рабства.
На державному прапорі та гербі СРСР зображення червоної зірки було затверджено у 1923 році на сесіях ЦВК СРСР, а у 1924 році такий вигляд прапора та герба був закріплений у Конституції СРСР. Пізніше червона зірка з'явилась на прапорах та гербах інших радянських республік.

## Червоний прапор

Червоний прапор — один із символів революційної боротьби, соціалізму. Він активно використовувався в радянській геральдиці і нагородний системі. Червоний прапор ліг в основу державного прапора СРСР і був символом Червоної Армії. З розширенням соціалістичного табору Червоний прапор стало застосовуватися в символіці деяких інших країн (В'єтнаму, Китайської Народної Республіки).

## Серп і молот

Серп і молот — головна державна емблема Радянського Союзу, союзних і автономних республік, була зображена на їхніх гербах і прапорах. Символізувала владу трудящих, союз робітників і селян.

## «Пролетарі всіх країн, єднайтеся!»
«Пролетарі всіх країн, єднайтеся!» — комуністичне гасло, девіз Союзу комуністів, що прийшло на зміну лозунгу «Усі люди брати!», запропоноване Карлом Марксом та Фрідріхом Енгельсом 1847 року. Уперше друком лозунг містився титульній сторінці першого (пробного) випуску німецького Комуністичного журналу, що вийшов у вересні 1847 року. Надалі журнал не виходив через брак коштів. Всесвітню відомість гасло отримало після публікації Карлом Марксом та Фрідріхом Енгельсом «Маніфесту комуністичної партії» 1848 року.

## Інтернаціонал
Інтернаціонал — міжнародний пролетарський гімн; гімн комуністичних партій, а також соціалістів і анархістів.
Текст французького поета, члена 1-го Інтернаціоналу й Паризької комуни Ежена Потьє; музика П'єра Дегейтера (1888). Уперше виконаний 23 червня 1888 й у тому ж році виданий. Із затвердженням нового Державного гімну СРСР в 1944 «Інтернаціонал» став офіційним гімном Всесоюзної Комуністичної партії (більшовиків), згодом КПРС. Українською мовою гімн переклав Микола Вороний.

## Заборона символіки
Сейм Польщі ухвалив поправки до Кримінального кодексу, згідно з якими за розповсюдження матеріалів, пов'язаних з нацистською та комуністичною ідеологіями, загрожує до двох років тюрми. Комуністичні символи можуть поширюватись лише виключно «з художньою, колекційною, науковою та освітньою метою».
В країнах пострадянського простору карна відповідальність за публічне використання символів нацизму та комунізму вперше була закріплена на законодавчому рівні у Литві.